# Dog House
Dog House, conocida en España como  La casita del perro o Tío Digby,  es una serie televisiva de comedia canadiense emitida por YTV entre 1990 y 1991.

## Premisa
Durante un accidente de coche, la mente de un detective de la policía se cambia por la de Digby, su compañero de guardia, un perro San Bernado. Helen Underwood (Shelley Peterson), la cuñada viuda del oficial, toma la custodia de Digby donde se une a sus hijos Annabelle (Valentina Cardinalli), Richie  (Jaimz Woolvett) y Timmy (Jonathan Shapiro). Ahora que habita el cuerpo de Digby, el detective puede hablar con la familia.

## Episodios
- "Piloto"
- "Habla, Digby, habla"
- "El show de los muebles"
- "Perdidos y encontrados"
- "Going, Going, Gone"
- "Un perro y su hueso"
- "La Asombrosa Annabelle"
- "El Show de Cyrano"
- "Ted se muda"
- "La cita de Helen"
- "Campamento"
- "Llegar a la mayoría de edad"
- "Ventana trasera"
- "Ted se come a su pareja"
- "Spot Marks the Ex"
- "Una cuestión de confianza"
- "Día del perro Glickman"
- "La historia del tío Digby"
- "Escuela de Obediencia"
- "Las galletas de Iris"
- "Miedo a volar"
- "Eye on Clearview"
- "Negocio arriesgado"
- "El secreto de Digby"
- "Soltero #3"
- "Rentsok"

El ex primer ministro de Ontario David Peterson, cuya esposa retrató al personaje de la serie Helen Underwood, apareció en un papel invitado en la serie como conserje de la escuela.

## Recepción
David Hiltbrand de People analizó la serie, señalando que "el humor es muy forzado. Este perro del espectáculo llegó castrado". Tony Atherton de Ottawa Citizen también se burló de la serie por ser "una clásica situación televisiva sin valores". Greg Quill  del Toronto Star  "no contiene ni un ápice de pensamiento original ni nada que se parezca a una línea digna de risa".

## Lanzamiento en DVD
El 19 de abril de 2016, Mill Creek Entertainment lanzó La Casa del Perro - La Serie Completa en DVD en la Región 1.